# Bernd-Rüdiger Balda
Bernd-Rüdiger Balda (* 24. Oktober 1939 in Berlin) ist ein deutscher Dermatologe und ehemaliger langjähriger Leiter der Klinik für Dermatologie am Universitätsklinikum Augsburg. Der mittlerweile pensionierte Chefarzt sorgte für Schlagzeilen, als er wegen uneidlicher Falschaussage im Jahr 2007 rechtskräftig verurteilt wurde.

## Werdegang
Der in Groß-Glienicke bei Berlin geborene Balda begann sein Medizinstudium 1957 an der Ernst-Moritz-Arndt-Universität Greifswald, setzte es an der Martin-Luther-Universität Halle/Saale sowie der Freien Universität Berlin fort und beendete es 1963 an der Philipps-Universität Marburg. Im Jahr 1965 wurde er an der Freien Universität Berlin nach Verteidigung seiner Dissertationsschrift Bronchiektasen in pathomorphologischer Sicht zum Dr. med. promoviert. In den nächsten Jahren befasste er sich mit der experimentellen Medizin. Er war zunächst am Pathologischen Institut der Freien Universität Berlin angestellt, später dann am Institut für Humangenetik der Albert-Ludwigs-Universität Freiburg sowie am Institut für Pharmakologie der Freien Universität Berlin. Der damalige Direktor der Dermatologischen Klinik der Universität München, Otto Braun-Falco, ermöglichte es dem jungen Wissenschaftler, ein molekularbiologisches Labor aufzubauen. Besonders stimulierend und fruchtbar war in München aber die Einbindung in den von Theodor Büche initiierten DFG-Sonderforschungsbereich 51 Medizinische Molekularbiologie und Biochemie. In Zusammenarbeit mit hochrangigen Institutionen u. a. dem Institute of Cancer Research der Columbia-Universität New York oder dem Krebsforschungszentrum in Heidelberg führte Balda seine experimentellen Forschungen weiter, erwarb aber auch die Facharztanerkennung für Dermatologie und Venerologie und habilitierte in diesem Fach. Es folgte zunächst die Ernennung zum Oberarzt, dann die zum Leitenden Oberarzt der Dermatologie, und schließlich die zum ao. Professor an der Ludwig-Maximilians-Universität München. Im Jahr 1982 wurde er zum Direktor der Klinik für Dermatologie und Allergologie in Augsburg berufen. Balda zeichnete sich insbesondere durch seine herausragenden Kenntnisse auf molekularbiologischem Gebiet aus. Er war mehrfach Teilnehmer der International Summer School on Molecular and Developmental Biology bzw. Genome Organization and Function. Zusätzliche Spezialisierungen erwarb er in Allergologie, Umweltmedizin und Hispathologie. Die Chinesische Akademie der Medizinischen Wissenschaften in Nanjing ernannte ihn 1989 zum Professor h.c., das renommierte Staatliche Institut für Internationale Reisemedizin in Shanghai verlieh ihm 1994 für seine Arbeiten auf therapeutischem Gebiet den Titel Dr. h.c. Er ist u. a. Ehrenmitglied der Polnischen Dermatologischen Gesellschaft und der Italienischen Gesellschaft für Dermatologie und Venerologie, erhielt die Goldmedaille der Accademia Perolitana sowie die Targa d´Argente der Associazione Internazionale Antonietta Labisi. Balda war Gründungspräsident und ist heute Ehrenpräsident der Deutsch-Italienischen Gesellschaft für Dermatologie. Er war auch Gründungsmitglied der International Sentinel Node Society und ist Mitglied zahlreicher einschlägiger Fachgesellschaften.

## Max-Strauß-Prozess
Kurz vor seiner Pensionierung kam auf, dass er der Augsburger Reinigungstechnik-Firma Böwe Ende der 1980er Jahre einen Kontakt zum Politikersohn Max Strauß verschafft hatte. Mit Hilfe von Strauß erhielt die wirtschaftlich angeschlagene Firma Subventionen in Höhe von 1,3 Millionen Mark aus dem Bayerischen Umweltministerium. Für den Erfolg des Subventionsantrags zahlte Böwe eine Provision von insgesamt 190.000 Mark. Diese ging auf ein anonymes Schweizer Nummernkonto ein, welches Balda gehörte. Im Prozess gegen den wegen Steuerhinterziehung angeklagten Max Strauß im Februar 2007, bestritt der als Zeuge geladene Balda, dass er etwas von Provisionen wusste und dass er Max Strauß als Lobbyist vermittelt hatte. Im Auftrag der Firma Böwe habe er die 190.000 Mark in bar abgehoben und an einem vereinbarten Treffpunkt einem ihm unbekannten Mann übergeben. Die Staatsanwaltschaft, die diesen Ausführungen keinen Glauben schenkte, nahm Ermittlungen gegen Balda auf. Diese führten schließlich zu einer Anklage, zu einem Prozess und im Oktober 2008 zu einer Verurteilung wegen uneidlicher Falschaussage. Das Strafmaß lautete ein Jahr Freiheitsstrafe zur Bewährung und 150.000 Euro Geldauflage.

## Belege
1. ↑  www.sueddeutsche.de - Strauß-Prozess-Zeuge belastet Max Strauß

| Personendaten    | Personendaten         |
| ---------------- | --------------------- |
| NAME             | Balda, Bernd-Rüdiger  |
| KURZBESCHREIBUNG | deutscher Dermatologe |
| GEBURTSDATUM     | 24. Oktober 1939      |
| GEBURTSORT       | Berlin                |